# Tetrastes
Tetrastes je rod tetřevů, který zahrnuje pouze dva druhy jeřábků, a sice jeřábka čínského a lesního. Oba druhy se vyskytují v zalesněných oblastech Eurasie. Jeřábek lesní se vyskytuje i v Česku. Oba druhy se živí hlavně částmi stromů, jako jsou pupeny, listy a jehličí. Jsou monogamní.

## Taxonomie

### Seznam druhů
| Obrázek | Vědecké jméno       | Běžné jméno    | Rozšíření                                         |
| ------- | ------------------- | -------------- | ------------------------------------------------- |
|         | Tetrastes bonasia   | Jeřábek lesní  | Severní Eurasie od západní Evropy až po Hokkaidó. |
|         | Tetrastes sewerzowi | Jeřábek čínský | Střední Čína.                                     |